# 垂れ流し式便所
垂れ流し式便所（たれながししきべんじょ）とは、便所の方式のひとつであり、糞尿が川や海などの水域に未処理のまま垂れ流されている便所のこと。

## 概要
水洗式や落下式などの便器の形には関係ない。水道が引かれている場所では水洗式、そうでないところでは落下式が使われている。
かつての日本では、河川の上に小屋を作り、その床に穴を設けて便所とすることがよくあった。厠（かわや）の語源である。縄文時代から使われていた。

## 鉄道車両の垂れ流し式便所
かつての列車便所はほとんどがこの方式を採用していたため、黄害として列車や線路上の環境を汚す原因となっていた。日本ではおおむね1980年代までに旧型客車の淘汰、新型車両等の投入により解消されたが、インドでは2012年現在、依然として5万両もの垂れ流し式便所を有する車両が使われているなど、世界的に見ればまだまだ健在である。